# François Vauglin
 (janvier 2024).
François Vauglin, né le 22 décembre 1969 à Lons-le-Saunier, est un homme politique français.
Membre du Parti socialiste, il est maire du 11e arrondissement de Paris depuis 2014. En 2015, son mandat est marqué par deux tragédies : l'attentat contre Charlie Hebdo le 7 janvier et l'attentat du Bataclan le 13 novembre.

## Biographie
Il est chercheur au laboratoire COGIT (Conception Objet et Généralisation de l'Information Topographique) de l'Institut géographique national de 1993 à 2001. En 1997, il devient docteur en informatique (spécialité : systèmes d'information géographique), en soutenant une thèse à l'université de Marne-la-Vallée.
De 1997 à 2002, il est président de l'association Homosexualités et socialisme (HES).
Il est élu sur la liste conduite par Patrick Bloche au premier tour des élections municipales de 2008. Il est délégué à l'urbanisme de Patrick Bloche, maire du 11e arrondissement, de 2008 à 2014. Il est également conseiller de Paris depuis cette date. 
François Vauglin est nommé et titularisé ingénieur des ponts, des eaux et des forêts à compter du 1er septembre 2011. Il travaille à temps plein à l'Inspection générale de l'environnement et du développement durable au sein de l'équipe permanente de l'Autorité environnementale.
Il conduit une liste favorable à Anne Hidalgo dans le 11e arrondissement de Paris pour les élections municipales de 2014. Au second tour, sa liste d'union avec Europe Écologie Les Verts et le Parti communiste français recueille 64,4 % des suffrages exprimés. Il est élu maire du 11e arrondissement le 13 avril 2014. En 2015, deux crises majeures ont eu lieu dans son arrondissement : l'attentat contre Charlie Hebdo et les attentats du 13 novembre 2015 perpétrés au Bataclan. Il est réélu en 2020 avec la liste Paris en Commun qui récolte 66,73 % des voix.

## Autres mandats
- Depuis 2020: Vice-président de Eau de Paris[7]
- Membre du conseil d'administration de l'association des amis de l'Institut François-Mitterrand[8]

## Vie privée
François Vauglin vit pacsé avec un homme depuis 1999.

## Distinctions
- Chevalier de l'ordre national du Mérite en 2016[9]